# 2001 aux Territoires du Nord-Ouest
Chronologie des Territoires du Nord-Ouest
- 1997
- 1998
- 1999
- 2000
- 2001
- 2002
- 2003
- 2004
- 2005

Cette page concerne des événements d'actualité qui se sont produits durant l'année 2001 dans le territoire canadien des Territoires du Nord-Ouest.

## Politique
- Premier ministre : Stephen Kakfwi
- Commissaire :
- Législature :

## Événements
- La population du territoire est de 37 360 habitants.

- 14 septembre : Fondation du poste de CIVR-FM, une première radio communautaire francophone dans les Territoires du Nord-Ouest.